# Кайхосро I Джакелі
Кайхосро I Джакелі (груз. ქაიხოსრო I ჯაყელი; 1443 — 6 травня 1502) — атабег Самцхе (Месхетії) у 1498/1500—1500/1502 роках.

## Життєпис
Старший син атабега Кваркваре II. Сучасники вказують на ґрунтовну освіту Кайхосро. Відомостей про нього обмаль, панування було нетривалим, що призводить дорізних версій.
За одними відомостями панував у 1498—1500 роках, заіншими в 1500—1502 роках. Втім можливо 1498 року був оголошений співатабегом батька, а 1500 року невдовзі після смерті Кваркваре II помер сам Кайхосро I, але цьому протирічить згадка про союз, укладений з ініціативи останнього з Костянтином II, царем Картлі, і Олександром II, царем Імеретії, спрямованим на допомогу Ісмаїлу Сефевіду, що підняв повстання проти Алванд Мірзи, султана Ак-Коюнлу. Тоді ймовірніше, що Джакелі помер або загинув ближче до 1502 року під час військової кампанії проти султана. Також відомо про успішнідії проти османських загонів, що намагалися вдертися до Самцхе.
Владу в державі захопив його брат Мзечабук, відсторонивши сина Кайхосро I — Кваркваре.